# Horace Hood
Sir Horace Lambert Alexander Hood (London, 1870. október 2. – Északi-tenger, 1916. május 31.) brit tengerész, ellentengernagy az első világháborúban.

## Élete
Sir Horace Hood 1870. október 2-án született Londonban Francis Wheler Hood és Edith Lydia Drummond Ward harmadik gyermekeként. Horace nagy katonai múlttal rendelkező brit nemesi család sarja volt, apja a brit hadsereg tisztje volt, felmenői között található Samuel Hood admirális, az amerikai függetlenségi háború és a Franciaország ellen első két koalíciós háború vezető brit tengernagya. Őséhez hasonlóan Horace is a tengerésztiszti pályát választotta, 1886-1889 között szolgált az HMS Minotaurus, HMS Calliope, HMS Trafalgar és az HMS Royal Sovereign angol hadihajókon. 1894-ben hadnaggyá léptetik elő. 1903-tól kapitány.
1900-1916 között Hood az HMS Ramillies, az HMS Hyacinth, az HMS Centurion, az HMS Berwick, az HMS Commonwealth brit hadihajókont és az HMS Invincible brit csatacirkálón teljesített feladatot. 1904-ben Szomáliföldön szolgált, 1907-től egy ideig Washingtonban volt haditengerészeti attasé.
1913-ban Winston Churchill, az Admiralitás Első Lordja alatt teljesített szolgálatot. Churchill-lel tartott, mikor az merészen 1914 októberében a belga Antwerpen védőállásait szemlélte meg. Nem sokkal ezután a doveri flotta parancsnokává nevezték ki, és ezzel párhuzamosan tengeren át segítette Flandria és Antwerpen védelmét.
1915 nyarán a John Jellicoe admirális irányítása alatt álló Nagy flotta harmadik csatacirkáló csoportját vezette. Mikor az angol Nagy flotta megütközött a Német Császári Haditengerészettel a jütlandi csatában, Hood admirális az HMS Invincible fedélzetén irányította hajóit. A csata során a német SMS Lützow és SMS Derfflinger csatacirkálók lövegeikkel több találatot is elértek a brit hadihajón, a Lützow harmadik sortüze pedig sikeresen átütötte a középső lövegtorony páncélzatát, és felgyújtotta az ott tárolt lőszert; a brit hajó ezután hatalmas robbanások közepette eltűnt a tenger színéről. Legénység 1032 tagjából mindössze 6 fő menekült meg. A halottak közt volt Hood admirális is.